# Eric Fonoimoana
Eric Fonoimoana (ur. 7 czerwca 1969 w Manhattan Beach) – amerykański siatkarz plażowy. Mistrz olimpijski z 2000 r. w parze z Dainem Blantonem.
Jego siostrą jest Lelei Moore-Fonoimoana, amerykańska pływaczka i olimpijka z Montrealu.